# Композиция X
«Композиция X» (нем. Komposition 10, фр. Composition X) — абстрактная картина русского художника Василия Кандинского, написанная в 1939 году и хранящаяся в Художественном собрании земли Северный Рейн — Вестфалия в Дюссельдорфе, Германия.

## Создание
Кандинский сравнивал себя с композиторами и называл абстрактную живопись с процессом создания музыкального сочинения, именуя свои основные концептуальные работы «композициями», в отличие от своих меньших «импровизаций». Композиция X — последняя из десяти композиций, которые он написал при жизни (на момент написания полотна ему было 73 года) и последняя большая работа перед началом Второй мировой войны.
Кандинский часто писал под хорошую музыку, и именно по этой причине он был владельцем многих своих живописных композиций. Его аналогия изобразительного искусства с музыкальной композицией вращалась вокруг фортепиано: глаза были мартеллетами, цвет — клавиатурой, а душа — струнами инструмента. Точно так же, как музыка, которая не является просто последовательным сочетанием нот, работы великого русского абстракциониста были не просто смесью форм и различных цветов. Это были элементы музыки, тщательно подобранные в пропорции, требуемой максимальным откликом на эстетические и эмоциональные чувства наблюдателя.

## Описание
На чёрном фоне Кандинский создает мир из сказочных форм, в котором ничто не предвещает надвигающихся бедствий, обрушившихся на Европу. Несмотря на остроту конфликта надвигающейся Странной войны, картина изображает живописный и дальновидный мир в его богатстве цветов и форм.
Для Кандинского, придававшего большое духовное значение цвету и геометрическим формам, непривычно, что преобладающий цвет картины — чёрный, который для него символизировал замкнутость и конец вещественного. Другая известная работа на чёрном фоне — Движение I (Третьяковская галерея, Москва, Россия). На чёрном фоне плавают различные геометрические фигуры, значение которых остается на усмотрение зрителя. Кандинский создаёт идеальный и абсолютно гармоничный формальный и хроматический баланс, настолько, что его можно рассматривать как кульминацию его исследования чистоты формы.
Многочисленные структуры, которые, кажется, плавают невесомо в глубокой тихой Вселенной, потеряли всякую геометрическую закономерность и имеют тенденцию превращаться в органические формы ярких цветов, которые контрастируют с чёрным фоном; формы направлены вверх и наружу. В верхней части картины, в центре, выделен один элемент в форме полумесяца, между открытой книгой и воздушным шаром коричневого цвета, передавая идею о том, что элементы цвета находятся в космическом альтернативном и дальновидном сценарии.
Восходящая тенденция доминирует над композицией холста, в то время как цвета, усиленные темным фоном, который вызывает не только пространство, но и темноту в конце жизни, могут сиять и становиться ещё ярче. Наряду с элементами, напоминающими микроскопические организмы, на картине присутствуют также некоторые формы, которые происходят из декоративного наследия русских народных промыслов, такие как неправильная форма коричневого цвета в верхнем левом углу, украшенная серией символов, что было истолковано как отсылка к шаманскому бубну. Данный приём уже появился в Композиции V и подчёркивает глубокую преемственность, связывающую работы художника.